# Hygronemobius minutipennis
Hygronemobius minutipennis är en insektsart som beskrevs av Bruner, L. 1916. Hygronemobius minutipennis ingår i släktet Hygronemobius och familjen syrsor. Inga underarter finns listade i Catalogue of Life.